# Aeroportul Kingaroy
Aeroportul Kingaroy (IATA: KGY, ICAO: YKRY) este un aeroport din Queensland, Australia.
Situat la o altitudine de 439 m, aeroportul dispune de o singură pistă. Este operat de South Burnett Region⁠(d).